# 1. divertimento (Mozart)

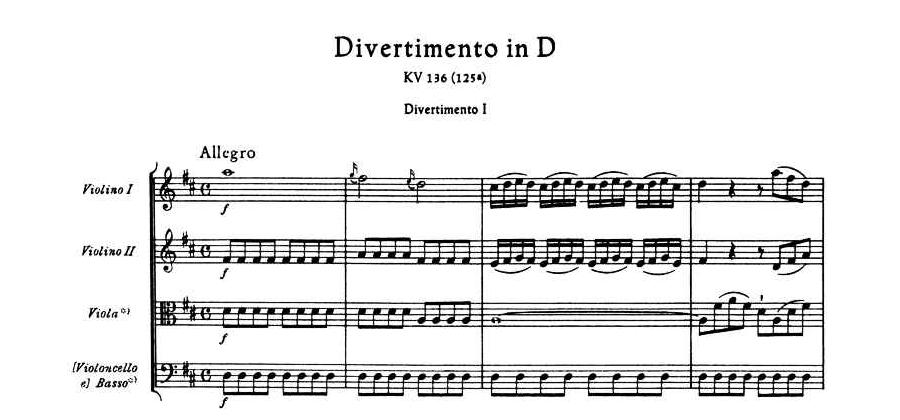
K.136-1

Wolfgang Amadeus Mozart No. 1-es D-dúr divertimentója, K. 136 (125a) egy háromtételes mű, a következő tételekkel:
1. Allegro
2. Andante
3. Presto

1772 elején írta Mozart azt a három divertimentót, amelyek a Köchel-jegyzékben K. 136, K. 137, K. 138 számmal szerepelnek. E tömör, magabiztos, háromtételes darabok inkább szólisztikus jellegűek, mintsem zenekari játékra valók, „hangszerelésük” alapján tehát vonósnégyesek.
A vonósnégyes műfajával első ízben két évvel korábban, olaszországi útján próbálkozott a tizennégy éves zeneszerző. Lodiban írta első vonósnégyesét, az olasz hangszeres zene, elsősorban Sammartini kvartettjeinek mintájára.
Az 1772-ből való divertimentókon az olasz stílus (Mozart és apja 1769. december 13-án indultak útnak Itáliába első ízben, és 15 hónapig maradtak ott) változatlanul megmutatkozik ugyan, de itt már Michael Haydn és testvére, Joseph Haydn vonósnégyes-divertimentóiról is példát vett Mozart. Ilyen az első hegedű vezető szerepe, a tétel centrális részének, a kidolgozási szakasznak jelentőssé tétele, modulációkkal történő gazdagítása, az első tétel két témája közül a második a jelentősebb; de Michael Haydn adhatta a mintát a kidolgozási szakasz terjedelmes megformálásához, gazdag modulációihoz és újonnan bemutatott tematikus anyagához is.
A lassú tétel ezzel szemben az olaszoktól tanultakat értékesíti: többek között azt a dallam- és ritmusfordulatot, amely a Don Giovanni menüettjében nyeri majd el végső formáját.
A finálé ismét Michael Haydn hatását mutatja. A kidolgozási rész ebben a tételben is jelentőssé válik, rövid ellenpontos szakaszt iktat be Mozart.